# Sven Gillsäter

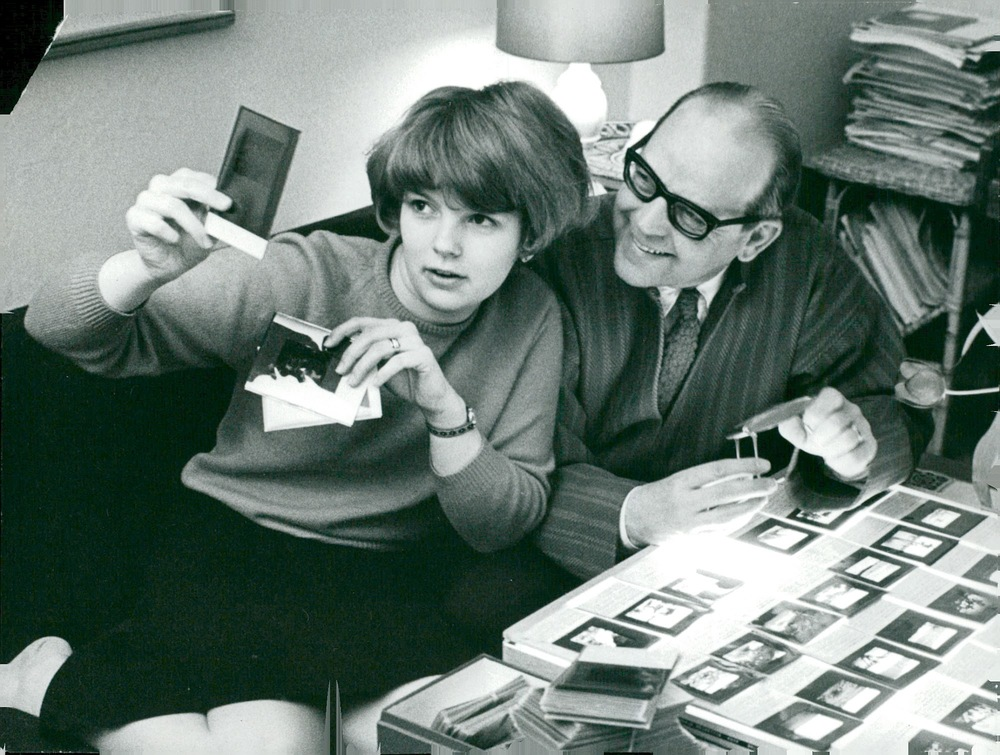
Sven Gillsäter se svou dcerou Piou, 1966

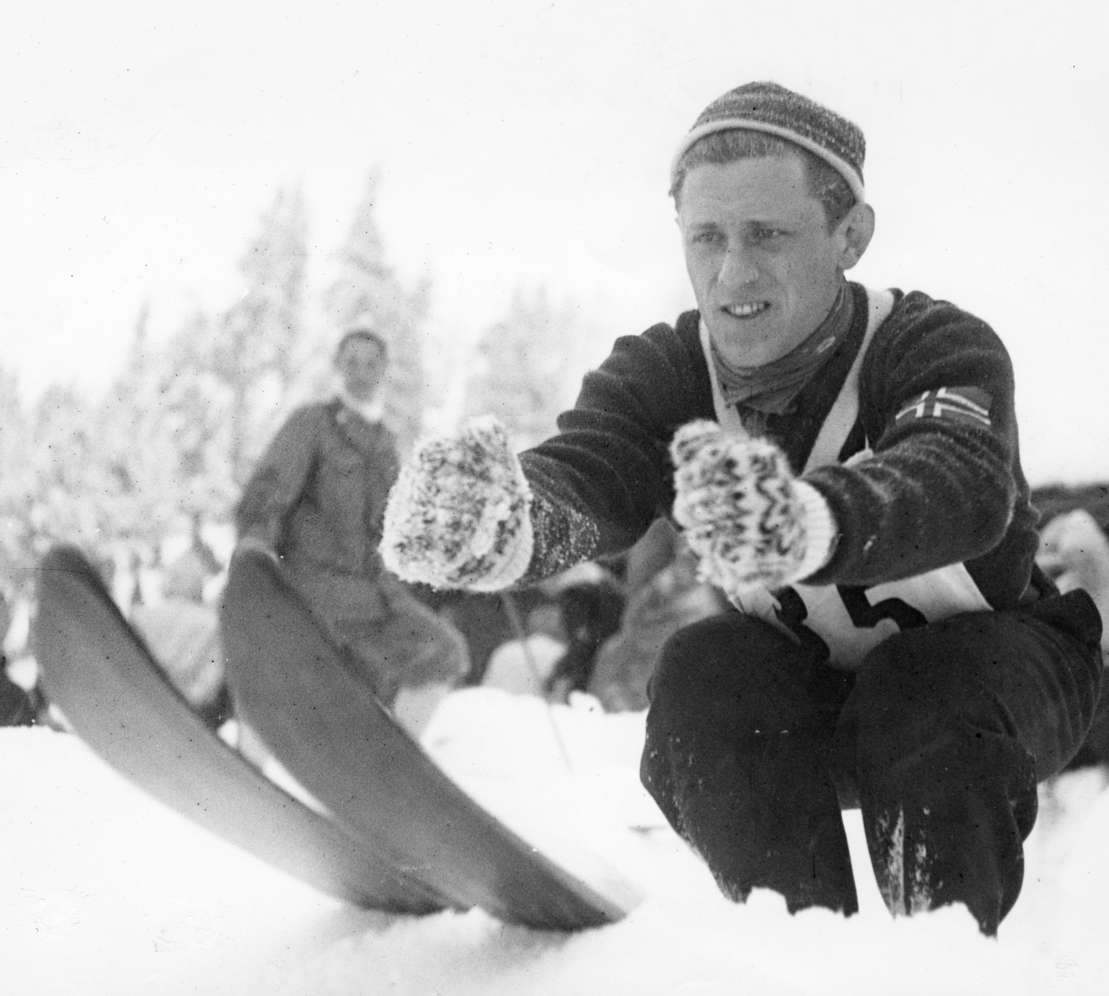
Petter Hugsted, 1948

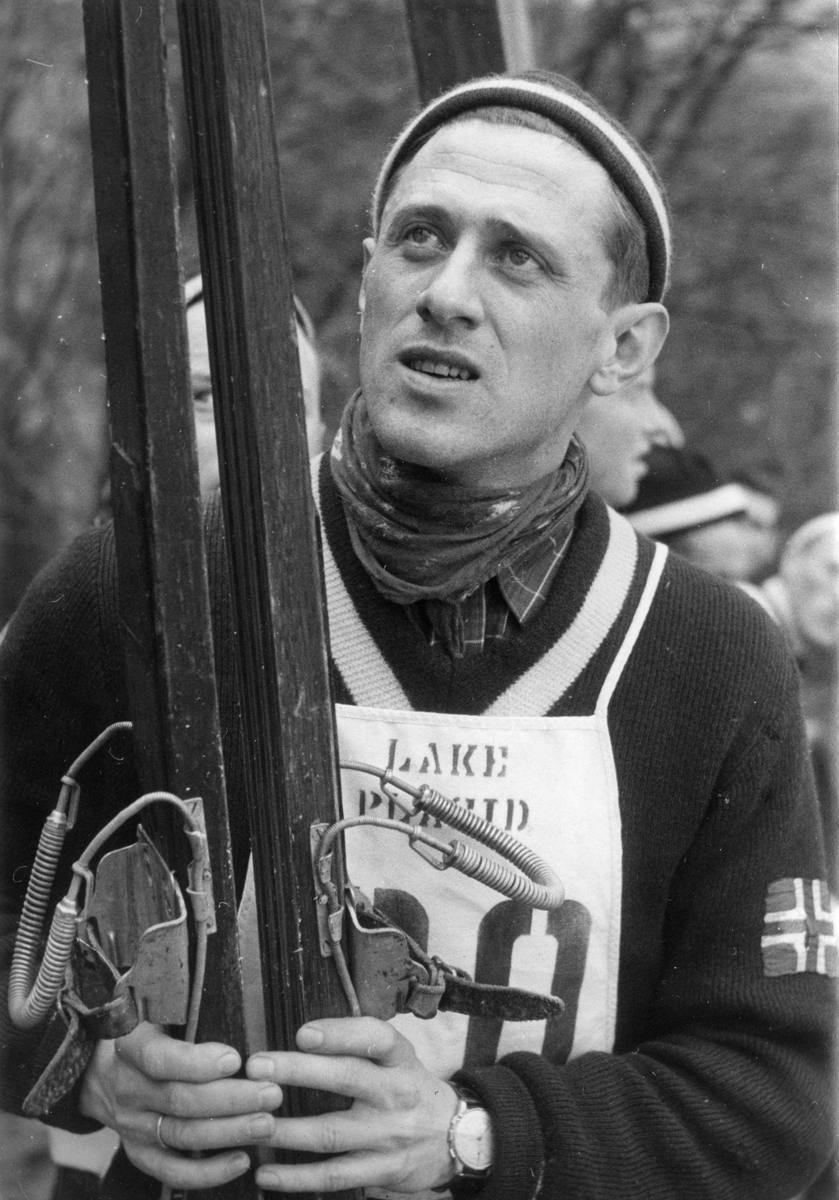
Petter Hugsted, 1950

Sven Erik Gillsäter (28. února 1921, Njutånger, Gävleborg – 11. října 2001, Halmstad) byl švédský filmař, fotograf, spisovatel, scenárista a režisér krátkých filmů.

## Životopis
Sven Gillsäter začal pracovat jako asistent horského fotografa Svena Hörnella. Byl najat, aby fotografoval pro sportovní lexikon, a to ho v roce 1948 zavedlo do Londýna a na olympijské hry na stadionu ve Wembley. Po návratu do Stockholmu založili s Hansem Malmbergem Pressfoto Bildnytt, předchůdce fotografické agentury Tio fotografer. Začal cestovat dál a dál do světa. Díky svým filmům o přírodě v televizi se stal národní celebritou a oblíbeným řečníkem. Spoluzaložil Světový fond na ochranu přírody a také zvýšil zájem o další způsoby aktivní ochrany životního prostředí a ochrany ohrožených zvířat.
Gillsäter byl v roce 1993 vyhlášen Fotografem přirody roku. Poprvé byl ženatý v letech 1949 až 1953 s fotografkou Astrid Bergmanovou a podruhé v roce 1964 se zpěvačkou a herečkou Harriet Forssellovou.

## Filmy
- 1962 – Jättebjörnar på laxfiske (Medvědi loví lososy)
- 1963 – Med Pia i Palestina (S Piou v Palestině)
- 1969 – Galapagos (Galapágy)
- 1971 – Öar i blåsväder (Ostrovy za větrného počasí)

## Filmový scénář
- 1963 – Hand i hand för hem och samhälle (Ruku v ruce pro domov a společnost)